# MTV Brand New (Itália)
MTV Brand New foi um canal de músicas produzido pela MTV Itália. MTV Brand New transmite seu sinal digital codificado em NDS através do satélite Hotbird, na frequência 11900 H. É transmitido apenas na Itália e também disponível na SKY.
Lançada em 14 de setembro de 2003, duas semanas após o nascimento da temática do canal MTV Hits, MTV Brand New oferecia uma alta qualidade, com uma exibição de clipes de estilos musicais desconhecidos. MTV Brand New dava espaço a todos os tipos de música mais inovadoras e de nicho: indie, eletrônica, metal, cutting-edge, ambient, shoegazer, trip hop, dub, big beat e assim por diante. 
Vários programas musicais temáticos eram colocados na programação , que ajudam a enriquecer a oferta já excelente de música base. A programação também tem shows, documentários sobre artistas da cena indie e alguns produtos importados da MTV EUA, como o lendário desenho animado Beavis and Butthead, que era transmitido semanalmente no idioma original e com legendas em italiano.
Em 10 de janeiro de 2011, o canal foi substituído pelo sinal pan-europeu da MTV Rocks.

## Programas
- Brand New Chart
- Brand New Cult Videos
- La nuova musica italiana
- Brand New Hard
- Elettro sounds
- MTVMusic.com Live Sessions
- MTV Live

1. ↑  «Nuovi canali MTV». MTV. 21 de dezembro de 2010. Consultado em 30 de abril de 2021. Cópia arquivada em 30 de dezembro de 2010
2. ↑  Roffi, Mauro (23 de dezembro de 2010). «I nuovi canali satellitari di Mtv». Millecanali (em italiano). Consultado em 1 de maio de 2021